# Leptobunus aureus
Leptobunus aureus is een hooiwagen uit de familie echte hooiwagens (Phalangiidae).